# Henry Bastrup Birk
Henry Helmuth Bastrup Birk (25. februar 1889 i København – 1967) var en dansk handelsrejsende/expedient og atlet medlem af Københavns IF.
Bastrup Birk vandt to bronzemedaljer ved det danske mesterskab i atletik 1913.
Bastrup Birk er begravet på Holmens Kirkegård i København.
Henry Bastrup Birk's søn Knud Bastrup-Birk (1919-1973) spillede 18 A-landskampe i fodbold 1943-1951.

## Danske mesterskaber
- Bronze 1913 100 meter 11.2
- Bronze 1913 400 meter ?